# Villa in der Parkstraße 28

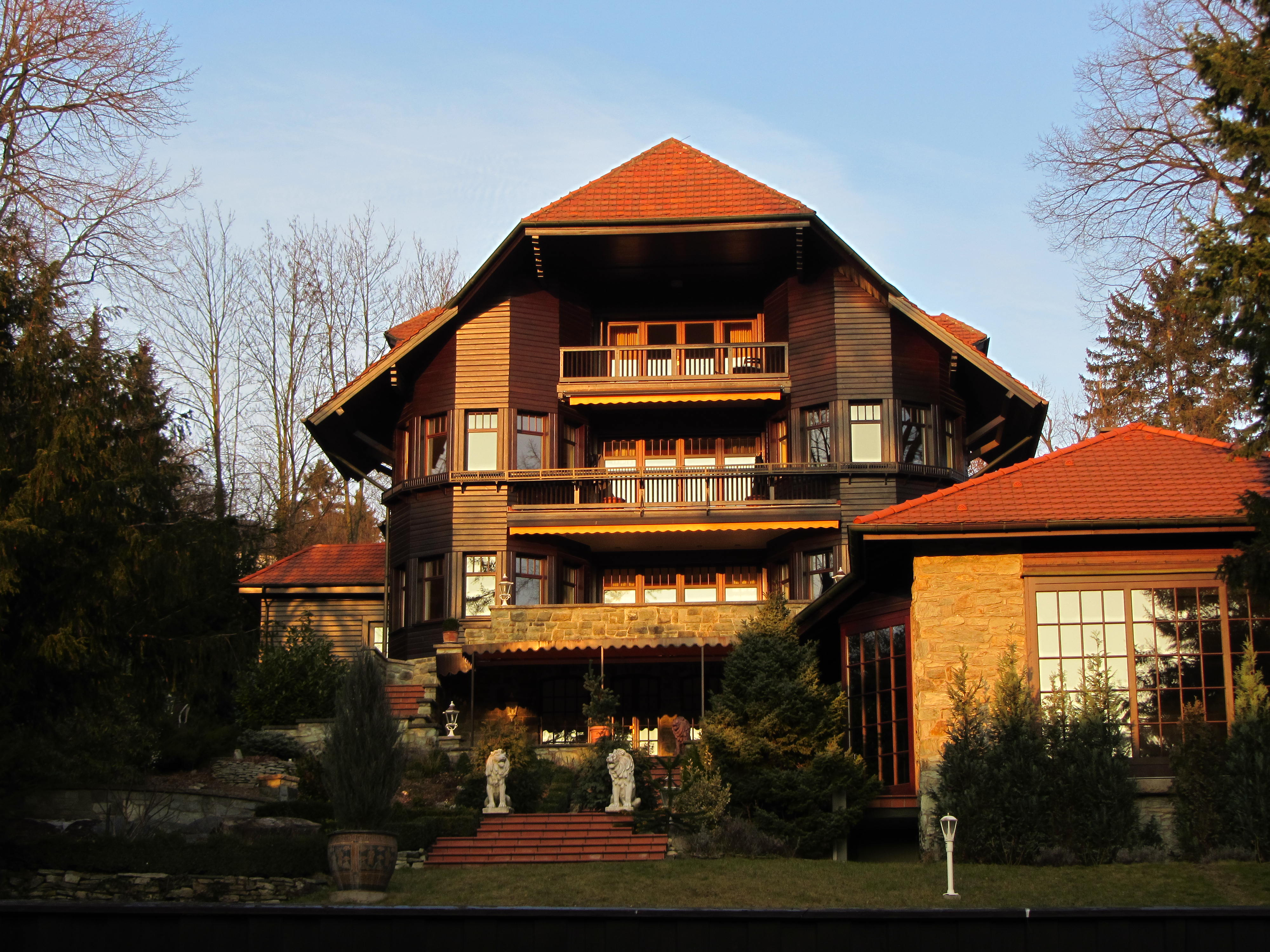
Bad Soden am Taunus, Parkstraße 28 (2012)

Die Villa in der Parkstraße 28 liegt im Zentrum der hessischen Kurstadt Bad Soden. Die Kurvilla wurde nach Entwurf des Architekten Carl A. Diehl aus Höchst am Main im Jahr 1910 im Schwarzwaldstil direkt am alten Kurpark gebaut.

## Historie und Besitzer
Die Villa in der Parkstraße 28 (damals 22) wurde von 1895 bis 1910 von Bauunternehmen Carl A. Diehl aus Höchst am Main (Heute Frankfurt-Höchst) gebaut und in den 1920er Jahren an den Chemiker Kurt Möller, einen leitenden Angestellten der I.G. Farben, verkauft.
Am 13. Mai 1945 beschlagnahmte die US-amerikanische Militärverwaltung die Villa und nutzte sie als Offizierskasino. Erst 1949 wurde sie wieder freigegeben.
Ab 1950 war die Villa für etwa 30 Jahre im Besitz des Königreichs der Niederlande und diente als Residenz für den jeweiligen holländischen Generalkonsul in Deutschland. Während dieser Zeit wohnte der damalige Außenminister der Vereinigten Staaten, Henry Kissinger, hier wiederholt.
1981 wurde die Villa an die Häcker KG aus Sulzbach verkauft und diente als Wohn- und Repräsentationahaus für den Eigentümer Gotthard Rudolf Häcker. Seit 2006 ist die Villa in privatem Besitz und wurde vorübergehend als Beherbergungsbetrieb benutzt. Seit dem letzten Eigentümerwechsel im Frühjahr 2020 wird die Villa ausschließlich für Wohnzwecke privat genutzt.

## Eintragung in der Liste der Kulturdenkmäler in Bad Soden am Taunus
Die Villa ist seit 1981 als Kulturdenkmal aus geschichtlichen und künstlerischen Gründen in die Liste der Kulturdenkmäler in Bad Soden am Taunus eingetragen. Laut Eintrag ist die Kurvilla als stattliches Gebäude mit weit heruntergezogenem Krüppelwalmdach beschrieben, welches an Schwarzwälder Vorbilder erinnert. Besonders erwähnt werden die erkerartigen Vorbauten, die große Terrasse und die dazwischen eingespannten Balkone und Loggien. Zur Eintragung führen die baukünstlerische Qualität und die Verbindung zwischen bäuerlich-landschaftsgebundenem Bauen und sezessionistischen Strömungen der Zeit.

## Umbau- und Sanierungsmaßnahmen
- 1983/84: Sanierung und Erweiterung, Neubau Schwimmhalle
- 1992: Anbauten und neue Gestaltung der parkähnlichen Gartenanlage
- 2007: Sanierungen und Befestigungen
- 2020: Umfangreiche Sanierung und Modernisierung im Innenbereich